# Ralph Toledano
Pour les articles homonymes, voir Toledano (homonymie).
Ralph Toledano est un homme d'affaires de l'industrie de la mode et du luxe né le 27 septembre 1951 à Casablanca, au Maroc, où il a vécu jusqu’à l’âge de 18 ans. 
Il est le fils de Rose-Sarah Toledano et Joseph Toledano, président de l’industrie de la conserve au Maroc[réf. souhaitée]. Par ailleurs, Joseph Toledano a été président du Congrès juif mondial pour le Maroc. 
Ralph Toledano est senior partner dans le fonds d'investissement privé Neo Investments Partners et chairman de Victoria Beckham. Il est également président de la Fédération de la haute couture et de la mode (anciennement Fédération française de la couture, du prêt à porter des couturiers et des créateurs de mode) et président de la Chambre syndicale de la haute couture. 

## Formation et carrière
Diplômé en 1973 de HEC, Ralph Toledano a occupé le poste de président de Karl Lagerfeld de 1985 à 1995. De 1996 à 1999, il est directeur général de Guy Laroche, où il a notamment recruté Alber Elbaz à la direction artistique (1996). De 1999 à 2010, il occupe le poste de PDG de la maison Chloé (groupe Richemont), où il nomme Phoebe Philo au poste de directrice artistique (2001). En 2011, il devient chairman de St. John (en), puis, en 2012, président de la « Division mode » du groupe Puig. En mars 2018, il est nommé chairman de Victoria Beckham. Début 2019, il rejoint le fonds d'investissement Neo Investments Partners en tant que senior partner.
Ralph Toledano est également engagé dans la vie associative. Il a été président de la Chambre syndicale du prêt à porter des couturiers et des créateurs de mode de 2003 à 2008 et de 2012 à 2014. Le 1er juillet 2014, il est élu président de la Fédération française de la couture, du prêt à porter des couturiers et des créateurs de mode, succédant à Didier Grumbach,,,. Le 12 novembre 2015, il est nommé président de la Chambre syndicale de la haute couture. En juin 2018, il est reconduit à la présidence de la Fédération de la haute couture et de la mode afin de renforcer la suprématie de Paris comme capitale mondiale de la mode, de poursuivre la stratégie d'accompagnement en faveur des jeunes créateurs, et de mener à terme le projet de doter Paris de la meilleure école de création au monde. 
Ralph Toledano est membre du conseil d'administration du DEFI, membre du conseil d'administration de l’Institut français de la mode et membre du conseil d’administration de l’association Villa Noailles.

## Distinctions
Ralph Toledano est chevalier dans l'ordre national de la Légion d'honneur et officier de l'ordre national du Mérite.

## Famille
Ralph Toledano a épousé Céline Toledano le 17 novembre 1990. Il est père de trois enfants.